# Maják Pontusval
Maják Pontusval (francouzsky Phare de Pontusval, bretonsky Tour-tan Brignogan) stojí na mysu Beg-Pol na pláži Plage du Phare v obci Plounéour-Brignogan-Plages, departement Finistère, kraji Bretaň ve Francii. 

## Historie
O stavbě majáku bylo rozhodnuto v roce 1867 po několika ztroskotáních lodí na pobřeží, kterému chyběla navigační světla. Maják podle návrhu inženýra Rousseaua byl dokončen v červnu 1869. Poprvé se rozsvítil 15. září 1869. V roce 1948 byl instalován nový optický systém a v roce 1951 byl maják elektrifikován. V roce 2003 byl automatizován.
Maják slouží jako spojka mezi majákem Île Vierge a majákem Île de Batz.
Paní Marie-Paule Le Guen, byla poslední správce majáku v letech 1968–2003. V domě strážce nadále žila až do své smrti v listopadu 2023.
Maják (mimo novodobých přístavků kuchyně, verandy a garáže) je od 23. května 2011 zapsán na seznamu památek Francie.

## Popis
Maják je kamenná věž postavená na půdorysu čtverce s lucernou a ochozem, která se přimyká v ose štítového průčelí přízemního kamenného strážního domku. Věž a domek je natřen bílou barvou, černou barvu má ochoz a lucerna s bílou střechou. Maják je vysoký 14,5 m, výška světelného zdroje je 18,3 m nad mořem. Na vrchol vede 52 schodů.

### Data
- Charakteristika: Oc(3) WR 12s (přerušované skupinové světlo třikrát za 12 sekund vysílá bílé nebo červené světlo)[9]
- Optická vzdálenost čočky: 0,18 m[2]
- Zdroj světla: halogenová lampa 100 W[2]
- Dosvit: 10 nm bílé světlo, 7 nm červené světlo[9]
- Sektor: 096° – 056° bílé světlo, 056° – 096° červené světlo[9][10]

### Označení
- ARLHS: FRA-404[9]
- Admiralty: A1820[11]
- NGA: 114-7720[9]